# 探検家グランドスラム
探検家グランドスラム（たんけんかグランドスラム、英語: the Explorers Grand Slam）または冒険家グランドスラム（ぼうけんかグランドスラム、英語: the Adventurers Grand Slam）は、北極点・南極点と七大陸最高峰山頂の全てに到達するという探検家の挑戦である。

## 歴史
南極点・北極点については海岸線から長い距離を踏破するのが元々のコンセプトだった。後に、緯度89度（北緯89度線、南緯89度線）から90度までの「最終緯度」(Last Degree)のみを踏破した記録についても、「探検家グランドスラム（最終緯度）」(the Explorers Grand Slam (Last Degree))という但し書きつきで認められるようになった。現在、アメリカ山岳会、エクスプローラーズ・クラブ(en:The Explorers Club)などの主要山岳組織、インターナショナル・マウンテン・ガイドなどの山岳ガイド会社、山岳関係の出版社などでは、七大陸最高峰登頂と北極点・南極点への最終緯度の踏破をもって「探検家グランドスラム」と定義している。また、これに8000メートル峰全14座登頂を加えたものを「真の探検家グランドスラム」(True Explorers Grand Slam)としたり、北磁極・南磁極への踏破を加えて「真の冒険家グランドスラム」(True Adventurers Grand Slam)とすることもある。
デイビット・ヘンプルマン＝アダムズは1998年に探検家グランドスラムを史上初めて達成した。2005年4月、朴英碩が真の探検家グランドスラムを初めて達成した。2018年1月、張梁が真の探検家グランドスラムの2人目の達成者となった。2011年、元ラグビー選手のリチャード・パークスは、探検家グランドスラム（最終緯度）を最短の7箇月で達成した。2014年、王静は142日で探検家グランドスラム（最終緯度）を達成した。2018年現在の探検家グランドスラム（最終緯度）の最短達成記録は、コリン・オブラディが2016年5月27日に達成した139日である。
日本の南谷真鈴は、2017年4月12日に世界最年少の20歳112日で探検家グランドスラム（最終緯度）を達成した。

## 探検家グランドスラムの達成者
1. デイビット・ヘンプルマン＝アダムズ（英語版）
2. アーリング・カッゲ
3. フョードル・コニュホフ（英語版）
4. 許永浩[13]
5. 朴英碩（初の「真の探検家グランドスラム」達成者）[3]
6. ベルナール・ヴォワイエ（英語版）[14]
7. セシリエ・スコーグ（英語版）
8. マキシム・チャヤ（英語版）
9. ライアン・ウォーターズ（英語版）[15]
10. スチュアート・スミス
11. ヨハン・アーンスト・ニルソン（英語版）[16]
12. ウィルコ・ファン・ローイェン（オランダ語版）[17]
13. ハーラル・オラフソン（南極点は海岸線からではない）
14. クー・スウィーチャウ（英語版）（南極点は海岸線からではない）
15. ムスターファ・サラーマ（英語版）（北極点は海岸線からではない）[18]
16. ニューアル・ハンター（北極点は海岸線からではない）
17. 張梁（北極点は海岸線からではない。2人目の「真の探検家グランドスラム」達成者）[4]

## 探検家グランドスラム（最終緯度）の達成者
1. Sean Disney
2. Vaughan de la Harpe
3. Sibusiso Vilane
4. Arthur Marsden
5. Andrew Van Der Velde
6. ヴァーノン・テジャス（英語版）
7. ウィル・クロス（英語版）
8. 王雷（英語版）
9. ネイル・ロートン[19]
10. Jo Gambi
11. Rob Gambi
12. アリソン・リーバイン（英語版）
13. Randall Peeters
14. 王勇峰（英語版）
15. Ci Luo
16. Liu Jian
17. 王石（英語版）
18. Zhong Jianmin
19. 金飛豹（英語版）[20]
20. Wang Qiuyang
21. Suzanne K Nance[21]
22. リチャード・パークス（英語版）
23. Andrea Cardona
24. John Dahlem
25. Matthew Holt
26. Arnold Witzig
27. Len Stanmore[22]
28. シェリル・バート（英語版）
29. バネッサ・オブライエン（英語版）[23][24]
30. Sebastian Merriman
31. 王静（英語版）[7]
32. Tashi Malik [25][26]
33. Nungshi Malik [25][26]
34. Omar Samra [27]
35. マーシャ・ゴードン（英語版）
36. コリン・オブラディ（英語版）[8][9][10][11]
37. John Moorhouse
38. Victor Vescovo[28]
39. Sean Swarner[29]
40. 南谷真鈴[12]
41. Michael W. Grigsby[30][31]
42. Julia Elinor Schultz[32]
43. Muhamad Muqharabbin Mokhtarrudin[33]
44. Mike Gibbons[34][35]
45. Nikolaos Mangitsis[36]
46. Josu Feijoo[37][38]